# Webank
Webank è un brand del gruppo Banco BPM, che offre alla sua clientela servizi e prodotti di banking e trading online con circa 190.500 clienti.. È nata nel 1999 come banca diretta di quello che allora era il Gruppo Banca Popolare di Milano.

## Storia

### 2009
Gestita per quasi 10 anni da We@Service, la società di servizi Internet del Gruppo Bipiemme, Webank è diventata dal 1º novembre una banca indipendente (WeBank S.p.A), controllata al 100% dalla Banca Popolare di Milano (BPM).
Nel novembre 2009 Webank aveva circa 80 000 clienti, con un patrimonio medio di 21.000€.

### 2010
In data 9 marzo il consiglio di amministrazione della Banca Popolare di Milano S.c.a r.l. ha approvato l'acquisizione di IntesaTrade SIM, società di intermediazione mobiliare online, ribattezzata WeTrade SIM.

### 2014
In data 23 settembre, il consiglio di amministrazione di BPM e il consiglio di amministrazione di Webank S.p.A. hanno approvato la fusione per incorporazione di Webank in BPM, divenendo in data 23 novembre 2014 il canale Internet per i servizi bancari e di investimento del Gruppo BPM.

## Premi e riconoscimenti
- Nel 2023 le è toccato il primo premio della categoria miglior broker italiano per azioni di Rankia Italia.[5]
- Nel 2019 è stata premiata come Best Broker Online alla tredicesima edizione dell'Italian Certificate Awards.
- Nel 2018 l'Istituto Tedesco Qualità e Finanza valutò come ottimo il mutuo Webank.
- Nel 2016 l'applicazione mobile di Webank ricevette una tripla medaglia d’oro del premio Mediastars.